# سفارة فنزويلا لدى السعودية
سفارة فنزويلا لدى السعودية هي الممثلية الدبلوماسية العليا لدولة فنزويلا لدى المملكة العربية السعودية. تقع السفارة في حي السفارات في الرياض.